# Paccomat

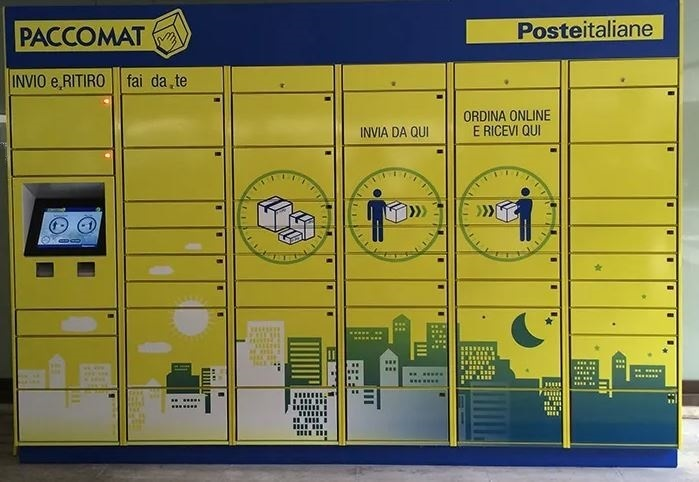
Un paccomat (automa per la consegna e spedizione pacchi) di Poste Italiane

Paccomat o punto pacchi automatico è un apparecchio automatico usato da aziende postali o di trasporto per la consegna o l'invio di pacchi.
I primi usi di tali meccanismi sono stati effettuati nel 2005 dalla Deutsche Post con il nome di Packstation. La principale azienda specializzata in questo servizio è la polacca InPost, alla quale è dovuto anche il nome Paczkomat, derivato dall'unione dei termini paczka (pacco) e -mat, ovvero il suffisso usato internazionalmente per indicare automatismi.

## Aspetto e funzionamento

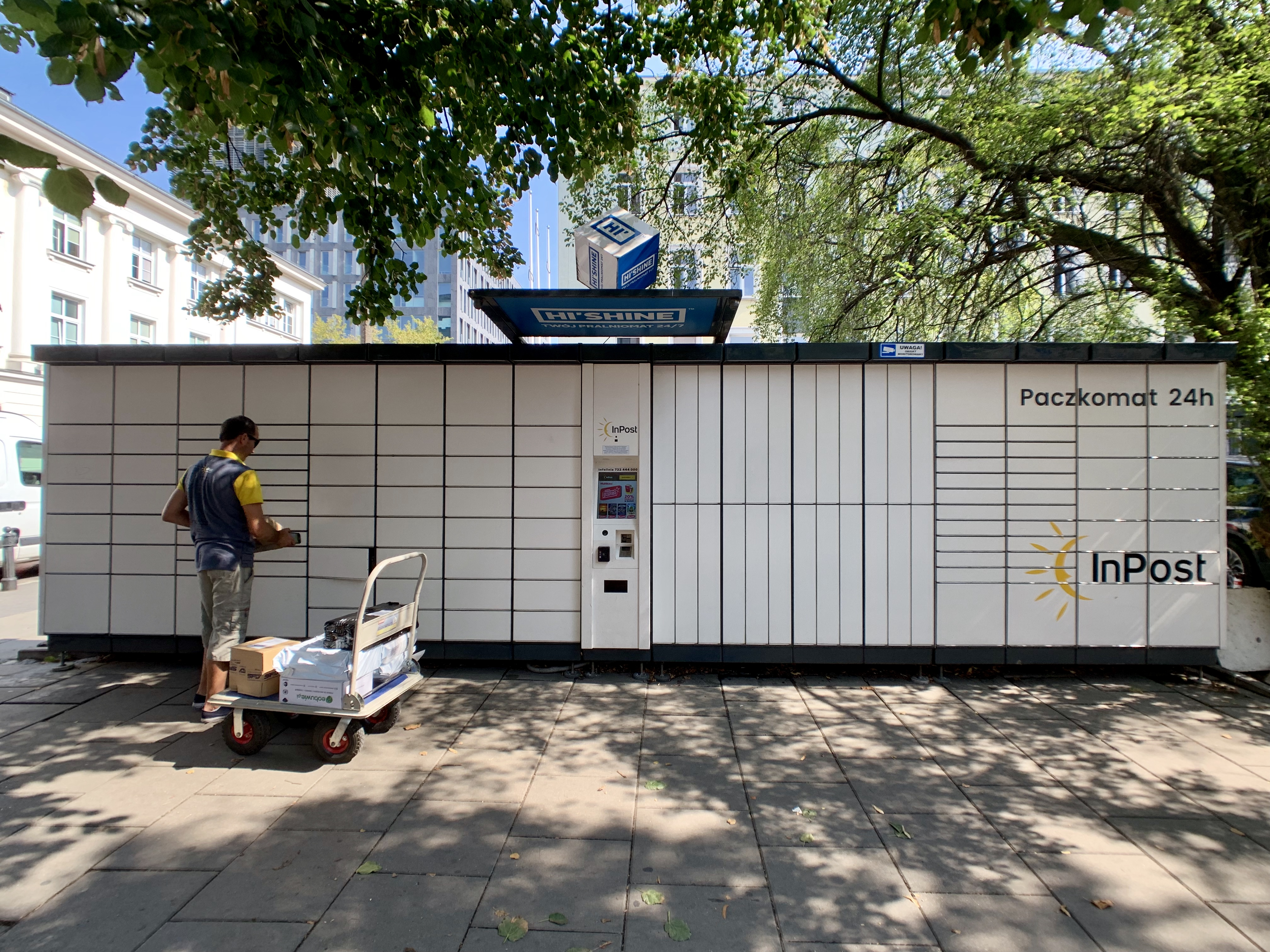
Un paccomat InPost in Polonia

Il dispositivo ha l'aspetto di chiosco con un armadietto con diverse cassette metalliche su più file apribili direttamente dal destinatario del pacco mediante l'utilizzo di un codice numerico o la scansione di un codice QR inviatogli per SMS, posta elettronica oppure tramite apposita applicazione per dispositivi mobili.
Lo stesso automatismo può permettere l'invio dei pacchi, in tal caso sarà il destinatario a lasciare il pacco in una delle cassette in modo che sia prelevato dal corriere.
In tal modo il corriere non dovrà consegnare i pacchi porta a porta né contattare i vari destinatari con evidenti risparmi di tempo e carburante. Inoltre l'automatismo può lavorare 24 ore tutti i giorni, permettendo al destinatario di decidere il momento più adatto per il ritiro o la spedizione del pacco.

## Diffusione nel mondo
Sistemi simili esistono già dai primi anni 2000, ma un notevole incremento del bisogno di questi chioschi si è avuto con la pandemia di COVID-19.

### Italia

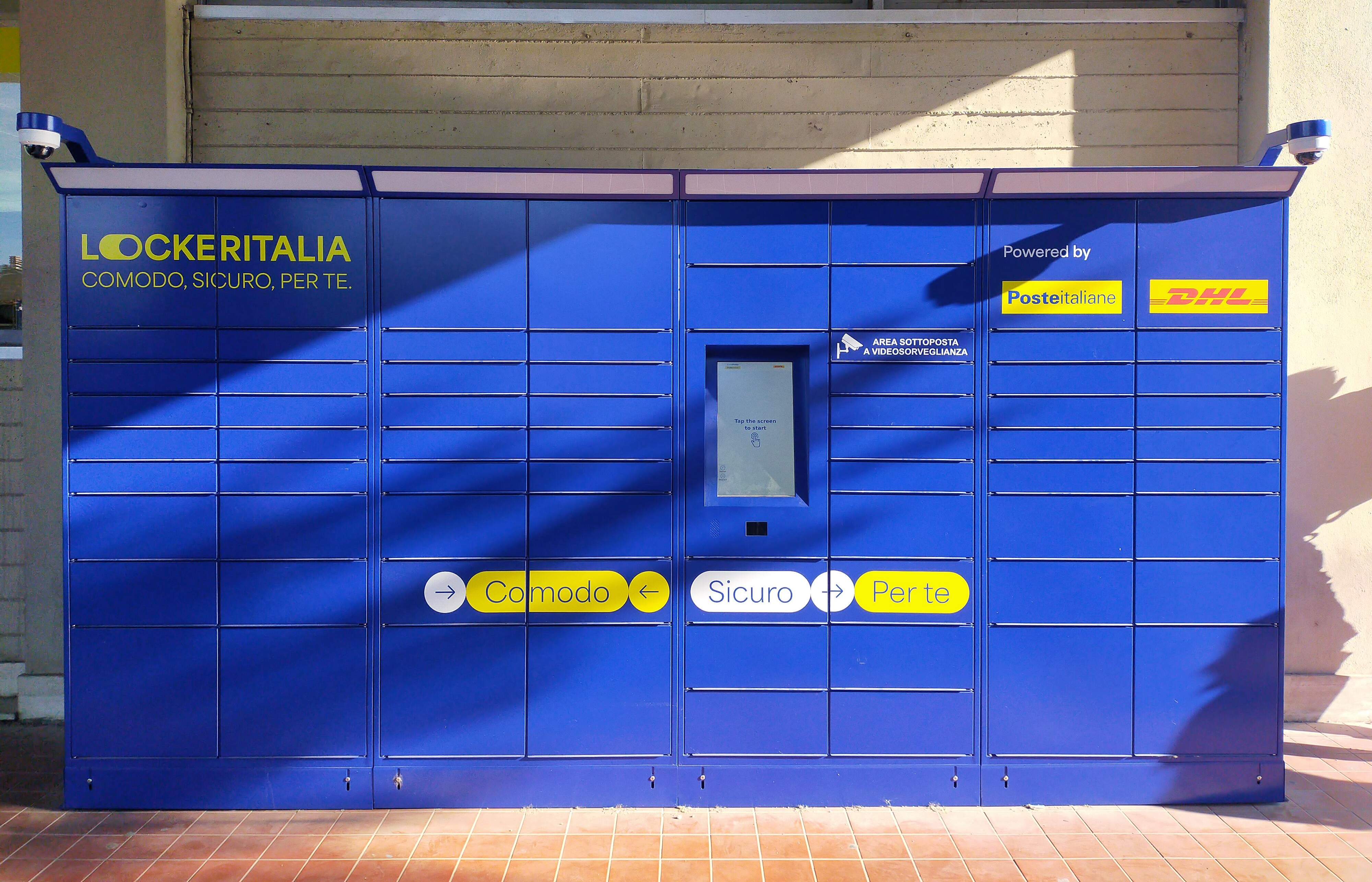
Moderno locker di Poste Italiane per il ritiro e la consegna dei pacchi e-commerce

In Italia punti pacco automatizzati sono usati, tra le altre, da:
- Amazon, che dà loro il nome commerciale di Amazon Hub Locker.
- Poste Italiane; quest'ultima, a partire dal 2014, ha iniziato ad usare questi automatismi in via sperimentale (otto paccomat installati dei quali solo cinque funzionanti)[2]; il progetto rimase bloccato per parecchio tempo ai primi automi[3], per poi riprendere gradualmente in seguito con l'introduzione di postazioni con marchio Punto Poste; nel 2021 si contavano 300 apparecchi solo nelle maggiori città, ma Poste Italiane annunciava di voler arrivare a 2500 nel giro di 4-5 anni con la collaborazione della polacca InPost[4].

Nonostante anche altre aziende di trasporto merci usino tali automatismi, in Italia la loro densità resta relativamente bassa.

### Polonia
Il Paese con più paccomat è la Polonia, dove la loro diffusione è capillare anche nei piccoli comuni, e nel marzo 2021 è stato installato l'apparecchio numero 16.000. A dicembre dello stesso anno si contavano 18.000 unità, con una previsione di arrivare a 25 mila unità per la fine del 2022.